# Fabio McNamara
Fabio de Miguel, artísticamente Fanny McNamara o Fabio McNamara (Madrid, 8 de enero de 1957), es un cantante y artista español. 
Relacionado con la subcultura surgida de la movida madrileña su presencia pública comenzó a mediados de los años 1970 hasta la actualidad. Ha participado en películas de Pedro Almodóvar, formado grupos musicales con Luis Miguélez y, en fechas más recientes, se ha centrado en su labor como artista plástico.

## Biografía

### Años 1970
Fabio McNamara vivió sus primeros años en el barrio periférico Ciudad Pegaso de Madrid. Durante su adolescencia su extravagante vestimenta le permitió conocer al artista plástico y músico Javier Furia (Javier Pérez-Grueso) y al productor Miguel Ángel Arenas y, a partir de entonces, se hicieron inseparables. Fue éste el que al poco tiempo sirvió de intermediario para que Juan Costus y McNamara se conocieran. Poco a poco su relación con Costus despertó el interés pictórico de Fabio.
En 1976 abandona el domicilio familiar y realiza trabajos de pintura en el Taller José Gurruchari, que alterna con actuaciones en Francia en un grupo llamado Black Island. Por aquel entonces conoce a Tino Casal, artista centrado en la pintura y la música, que además de gran amigo fue una de las grandes influencias de Fabio.

"La Movida comenzó cuando Franco se murió y nos volvimos todas locas. No sabíamos si iba a haber democracia o dictadura, vivíamos en la inopia más absoluta. Además, nos importaba un huevo. Sólo queríamos que nos dejaran vivir nuestra vida: follar tranquilos y vivir en libertad."
Fabio McNamara 

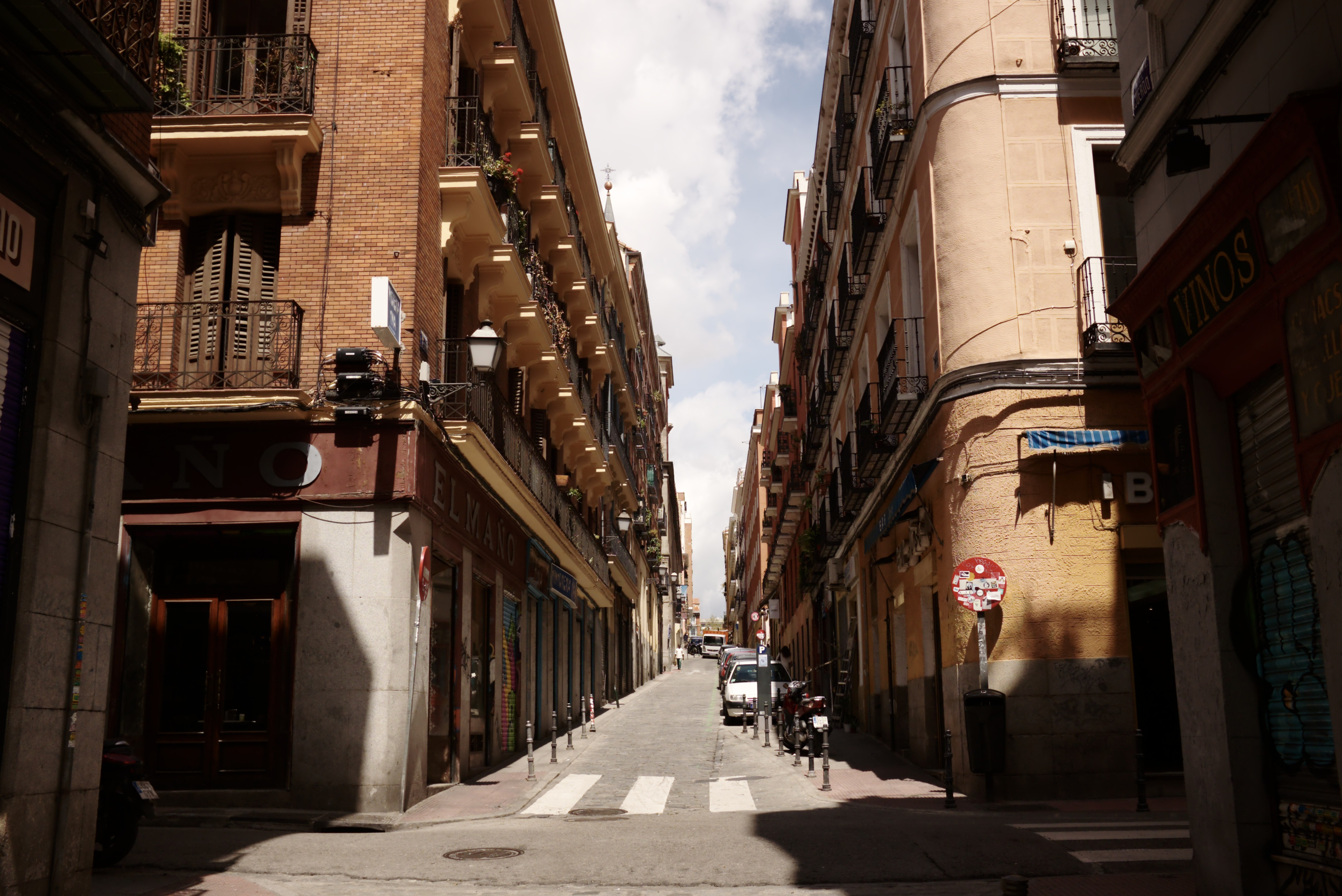
Calle de La Palma, en Malasaña (Madrid), lugar donde estaba ubicado Casa Costus.

Alrededor de 1978 se muda a Casa Costus en la calle de La Palma, n.º 14 del barrio de Malasaña (Madrid). Era la vivienda de la pareja de pintores Juan Carrero y Enrique Naya rebautizados por McNamara como Costus. Dicha vivienda fue centro neurálgico de los primeros años de la movida madrileña ya que por ella pasaban artistas posteriormente muy conocidos. Incluso hay quien la llama la Factory española. Fabio recibió la influencia de este ambiente cultural al mismo tiempo que fue musa inspiradora. Dicha vivienda, acondicionada como estudio-taller donde Costus trabajaban, estaba acondicionada como estudio fotográfico, improvisado set de grabación o centro de reunión.

"Soy autodidacta, pero he estado viviendo con artistas durante muchos años. Ya sé lo que quiero hacer y lo hago, ahora sólo me falta evolucionar. (...) Me considero heredero legítimo de los Costus y de Tino Casal. Éramos muy amigos y pintábamos juntos. Aunque ellos ya no estén, yo sigo esa misma línea de colorido y en torno a los mismos temas."
Fabio McNamara 

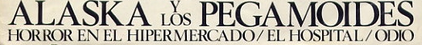
Fabio McNamara ejerció como presentador del grupo Alaska y los Pegamoides.

En esta época McNamara conoce a la cantante Alaska y al fotógrafo Pablo Pérez-Mínguez, para quien posó como modelo. También aquí conoció a Carlos Berlanga y Javier Furia con los que salía en noches locas de drogas, sexo desenfrenado y petarderío. Alaska y los Pegamoides deciden reclutarlo como maestro de ceremonias y showman para presentar sus conciertos. Su imagen travestida e hilarante, junto a su verborrea característica a medio camino entre el castellano, el inglés y cualquier palabra que se inventaba, le hicieron imprescindible en todas sus actuaciones. Fue uno de los jóvenes que se sumó a la Movida gracias a un anuncio del ayuntamiento.

### Años 1980
Su interpretación en la ópera prima de Pedro Almodóvar Pepi, Luci, Bom y otras chicas del montón (1980) fue la encarnación de Roxy Burton, un camello travesti que intenta ligarse al cartero que llega a traer un telegrama para Bom. En principio su papel consistía en abrir la puerta pero la improvisada actuación de Fabio, bajo el efecto de las drogas, quedó tal cual reflejada en el montaje final. Almodóvar recreó el ambiente que se vivía en Casa Costus como trasfondo de la historia y de hecho McNamara aparece en algunos cameos durante el metraje: en uno de ellos presenta a un grupo ficticio, llamado Bomitoni Grup, que son los Pegamoides a quienes presentaba en los conciertos que el grupo daba en la vida real.

"Para mi era como si estuviera en el extranjero. Además, iba de rubia platino, así que extranjera totalmente. Los demás eran españoles. Había también yuppies y modernas, como hay ahora. Pero nosotras éramos divinas, los que teníamos el puntazo"
Fabio McNamara 

Pero su presencia no fue siempre bien recibida. En 1981 Pegamoides actuarían junto a grupos de heavy metal en la plaza de toros de Las Ventas. Los seguidores de estos no entendieron bien el componente transgresor y reaccionaron mal al ver a Fabio sobre el escenario vestido con un traje de flamenca presentando a Los Pegamoides. El público les arrojó todo tipo de objetos lo cual acabó con la actuación del grupo y Carlos Berlanga atendido en la enfermería del coso taurino.
En mayo-junio de 1982, poco antes del estreno de Laberinto de pasiones, la revista Rock Spezial organiza un evento donde Pedro Almodóvar y Fabio de Miguel junto a músicos como Carlos Berlanga, Nacho Canut o Bernardo Bonezzi ofrecen un concierto. Se presentan como The Black Kiss Dolls y su relativo éxito propició algunos conciertos en los que fueron acompañados por estos y otros músicos, aunque la mayoría de las veces llevaban la música grabada. Más tarde se cambian el nombre a Almodóvar y McNamara, con el que realizan apariciones en programas de TVE como La Edad de Oro, hasta la disolución del dúo en 1984.
En 1982 Pedro Almodóvar recluta a Fabio de Miguel para su película Laberinto de pasiones (1982). En dicho film interpreta a Patti Diphusa, una estrella de fotonovelas porno y gore que se liga a Riza Niro (Imanol Arias) y actúa junto a Pedro Almodóvar cantando «Suck It to Me». Las canciones «Suck It to Me» y «Gran Ganga» formaron parte de la banda sonora de la película y fueron publicados como sencillo de 7" y 12" obteniendo cierto éxito comercial.
El mismo año además participa en el cortometraje, estrenado en 1983, Historias paralelas dirigido por Tote Trenas y junto a actores como Cecilia Roth, Guillermo Montesinos o Pedro Díez del Corral. También realiza un breve cameo en la película Pestañas postizas (1982), dirigida por Enrique Belloch con Queta Claver, Carmen Belloch y Antonio Banderas.

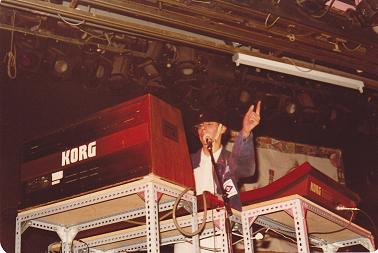
En la Sala Rock-Ola de Madrid McNamara realizó varios conciertos en la primera mitad de los años 80 (en imagen detalle del escenario).

El 1 de enero de 1983 el dúo realiza un concierto junto a Alaska y Dinarama en la Sala Rock-Ola de Madrid. En este mismo año se publica el único álbum de Almodóvar y McNamara ¡Cómo está el servicio... de señoras!. El mismo año aparece una de sus canciones en la banda sonora de la película Entre Tinieblas (1983), algo que posteriormente se repetiría en La ley del deseo (1987) y ¡Átame! (1989). «Suck It to Me» también figura en la banda sonora de El calentito (Chus Gutiérrez, 2005) donde se recrea como parte de la trama esa actuación. Cuando el director manchego decide dedicarse enteramente al cine McNamara sigue dando conciertos integrado en grupos como Tonquies, Beso Negro o Maquillaje Tóxico, lo que marca también el final de su relación aunque han seguido participando en homenajes y eventos realizados posteriormente.

"Bueno lo que es la relación de cama con Pedro ya no hay nada. Antes echábamos polvos de vez en cuando, pero se acabó porque Pedro es bastante activo y yo soy, más que nada, pasivo así que no nos compenetrábamos demasiado bien".
Fabio McNamara 

Pedro Almodóvar vuelve a contratarlo para una escena en su siguiente película ¿Qué he hecho yo para merecer esto? (1984). Ambos recrean una hilarante representación en playback de «La bien pagá» donde Fabio aparece vestido de época travestido de mujer.

"'No quiero ser actor en la puta vida. Fue una experiencia desastrosa, me tuvieron ocho horas repitiendo la misma escena delante de un espejo para 30.000 pesetas. Nunca más, a no ser que me paguen como a Kim Basinger".
Fabio de Miguel

Sin embargo, no son sus últimas apariciones en el cine. A modo de cameos de apenas segundos aparece atracando una farmacia en Matador (Pedro Almodóvar, 1986) e intentando ligar con Juan Bermúdez (Miguel Molina) en La ley del deseo (Pedro Almodóvar, 1987).
Tras una exposición en la Galería Ovidio de Madrid, Fabio creó un grupo musical con Luis Miguélez, entonces guitarrista de Alaska y Dinarama, y con el bajista Juan Tormento. Debutan bajo el nombre de Fanny y Los + en 1986 con un miniálbum homónimo. De estilo synth pop el álbum obtuvo escaso éxito pero con el tiempo se ha convertido en un EP muy buscado por coleccionistas. El grupo se disuelve la misma noche en que presentaron los temas en directo.

"¿Qué queda de la movida? Yo por lo menos quedo. Es como una evolución. Yo dormía un día sí y otro no, y eso ya no me interesa. Ahora en Madrid ha cambiado todo porque no hay nadie que haga lo que hicimos. Ya pasó. Cada edad te pide una cosa."
Fabio McNamara 

Participó en 1986 en el conocido como Madrid se escribe con V de Vigo, se trataba de un acto de hermanamiento entre las movidas madrileñas y viguesas donde se fletó un tren que inició un trayecto desde Madrid a Vigo y de retorno. En él iban artistas de la movida madrileña para encontrarse en Vigo con los artistas viguenses. En una comida en el Pazo Quiñones de León, Fabio McNamara lanzó una copa al alcalde de Vigo.
Entre 1988 y 1989 colabora con Alaska y Dinarama en su disco Fan fatal (1989) con el pseudónimo de Tiffany's realizando coros. También haciendo playbacks en la presentación de «Eloise» con Tino Casal.

### Años 1990
El mortal accidente de tráfico de su amigo Tino Casal el 22 de septiembre de 1991, así como la muerte de algunos de sus mejores amigos víctimas de las drogas o el SIDA, sumergen a Fabio en un estado depresivo que él combate pintando. 
Animado por el diseñador Antonio Alvarado se sube a un escenario junto al grupo Metálicos, liderado por Luis Miguélez, en octubre de 1993 con lleno total. Posteriormente participa en un 12" llamado «Drácula es» haciendo voces introductorias. El vampirismo y la figura de Drácula serán una constante en todas sus futuras incursiones musicales. Semanas después ofrece de nuevo un concierto en el mismo escenario junto a Pedro Almodóvar.
En 1994 se publica el álbum Duets de Paco Clavel donde canta junto a éste el tema «Coco».

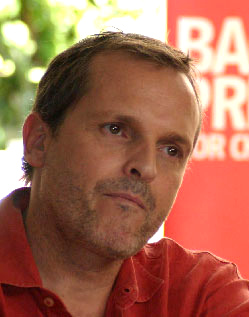
La discográfica de Miguel Bosé, conductor entonces del programa Séptimo de Caballería en Televisión Española, publicó en 2000 el disco más celebrado de McNamara: Rock Station.

En 1995 aparecen de nuevo bajo el nombre de McNamara con el álbum A Tutti Plein, grabación para Manzana Records, de inspiración ochentera pero con ritmos más modernos, que sienta la base de lo que será la producción posterior del artista. Cuando se pensaba que era un proyecto finalizado en 1999 aparecen en el programa de Televisión Española, presentado por Miguel Bosé, Séptimo de caballería ofreciendo una actuación.

### Años 2000
En 2000, tras su aparición en televisión, se publica el álbum Rock Station para el sello Boozo Music/Tacones Altos propiedad de Miguel Bosé. El álbum fue aclamado por la crítica especializada como uno de los mejores del panorama independiente musical español de la década. En él se encuentran «Gritando amor» y «Mi correo electrónic...oh!» que fue extraído como primer sencillo del álbum. Al poco Luis Miguélez se marcha a Berlín donde emprende nuevos caminos musicales y Fabio de Miguel se queda en Madrid centrado en la pintura.

"Tampoco creas que las letras de mis canciones tienen que tener un significado, parten del absurdo. Ésa es mi genialidad. Es innato, y se me ocurren muchas tonterías."
Fabio McNamara 

En 2004 se publica el álbum Vampiro (Alia Discos) de Villa-Toro donde Fabio colabora en dos temas: «Vieja Megastar» y «Drácula», este último con tres versiones «Drácula (Operada)», «Drácula (Bienvenidos a mi morada)» y «Drácula (La sangre es vida)». A pesar de tener catorce temas y de sólo aparecer en dos de estos, cuatro si tenemos en cuenta las versiones, la presencia de Fabio llena el disco e incluso se destaca el tema «Drácula» en la portada. Esto hace que se convierta en el tema estrella del mismo y prácticamente se relega a Villa-Toro a un segundo plano. Además Villa-Toro sacó un sencillo con más remezclas e incluso hicieron una versión para el programa de Radio 3 Diario Pop de Jesús Ordovás que apareció años más tarde en el recopilatorio 25 años de sintonías de Diario Pop (2007) (Gas-Oil Records).
El mismo año, tras rechazar anteriormente aparecer en un documental dedicado a Costus, accede a participar en el documental Gran Casal, me como el mundo (José Antonio Quirós, 2004) sobre la vida de Tino Casal. También se incluye la canción «Placer por placer», firmada bajo McNamara como grupo, en la banda sonora de la película dirigida por Miguel Albadalejo Cachorro.
En 2006 se le rindió el homenaje virtual ¿Seguro que fue en París? organizado por Mesalina Cry y Angel Gattaca en el cual versionaban sus temas más populares artistas como La Prohibida, Pedro Marín, M.J. y las Sacerdotisas de Baal, Nacha La Macha, Juani Mister^fly y Josele Román. Incluía además artículos escritos a cargo de periodistas y amigos de Fabio como Mario Vaquerizo, Jesús Ordovás o Santi Rex (Niños del Brasil).

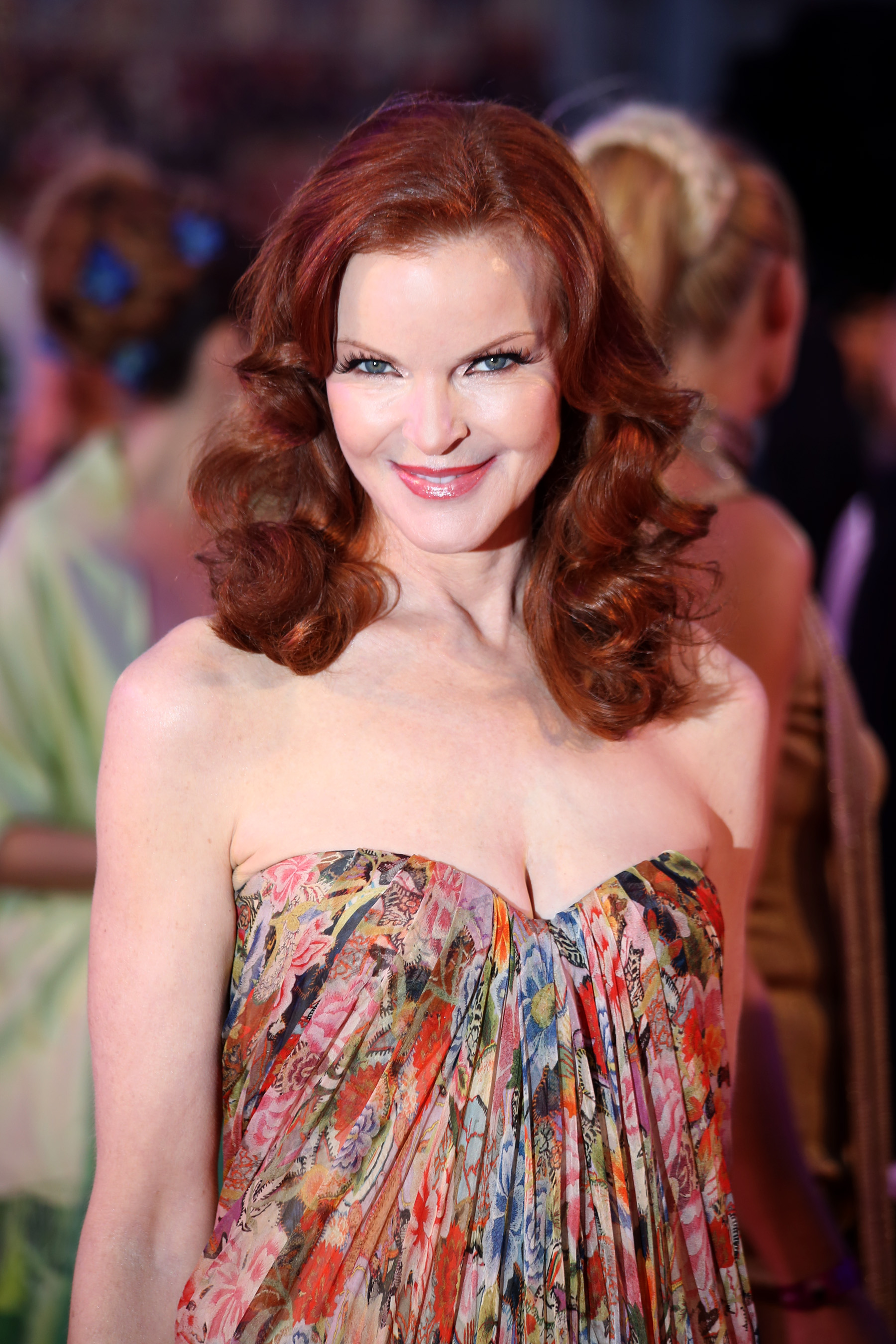
Bree Van de Kamp, el personaje interpretado por Marcia Cross (en la foto) en la serie Mujeres Desesperadas, fuente de inspiración de una de sus canciones más recordadas ...¿y mi marido?.

Hace pública su conversión al catolicismo y paulatinamente empieza un distanciamiento con el entorno social en el que se había gestado y desarrollado la movida. Y junto a Antonio Villatoro y Agustín Querol funda una nueva formación, llamada Sarassas Music, cuya presentación es el álbum Mariclones en la discográfica Susurrando Records una sátira sobre el mundo gay. En él se parodia / homenajea a Divine con una versión del tema «Jungle Jezebel» que ellos titulan como «Hija de puta internacional». El tema central «Fiera inquieta» de la telenovela Pasión de gavilanes es aquí parodiado en el tema «¿Quién es ese hombre?». En «...¿Y mi marido?» se homenajea a Bree Van de Kamp el personaje de Marcia Cross en la serie de televisión Mujeres desesperadas. Durante este tiempo no conceden ningún tipo de actuación ni concierto. En el mismo libreto del CD podemos leer:

Este disco lo hemos hecho por puro placer, no tenemos las necesidades que tienen otras. Sarassas Music advierte a todos los medios posibles e imposibles que no concedemos entrevistas ni realizamos actuaciones, salvo que nos convenzan de lo contrario mediante cheque a las portadoras.
Sarassas Music (Mariclones)

Sin embargo, al año siguiente, en 2007 se cumplen 25 años de la movida madrileña y el Ayuntamiento de Madrid elige a Fabio McNamara como presentador de algunos eventos. Además ofrecen como Sarassas Music un concierto el 31 de enero de 2007 en la sala El Sol que cierra un ciclo de actuaciones musicales y con ello el homenaje-aniversario de La Movida. En dicho concierto se estrenan por primera vez sobre un escenario temas de su nuevo disco Requiebros de mujer en el burlaero (2007). Poco tiempo después aparece el sencillo «Dangerous Bimbow» (2007) como adelanto de dicho álbum. Referencias al Caso Malaya, Lola Flores o la cirugía estética llenan las canciones y serán temas recurrentes en los próximos discos. Durante el verano de 2007 conceden otro concierto, esta vez dentro del festival La Extrem Circus celebrado en Macael, Almería, los días 1 y 2 de junio de 2007, siendo cabezas de cartel junto a Fangoria.
También coincidiendo con las celebraciones del 25 aniversario de la movida madrileña la discográfica Subterfuge Records edita un recopilatorio que abarca todas las etapas del artista en orden cronológico en un doble CD llamado Maricloneando con 25 grandes éxitos (2007). Su canción «Indiscriminadamente», firmada como Sarassas Music, aparece en la banda sonora de la película dirigida por Juan Flahn Chuecatown.
En 2008 A. Villa-Toro publica en Susurrando Records, Me alimento de bacterias, un nuevo trabajo que destaca como reclamo las colaboraciones que hay en el mismo, entre ellas la de Fabio que participa en la versión «Barbie debe morir» y en el tema «Nana para vampiros» bajo el nombre de Sarassas Music.

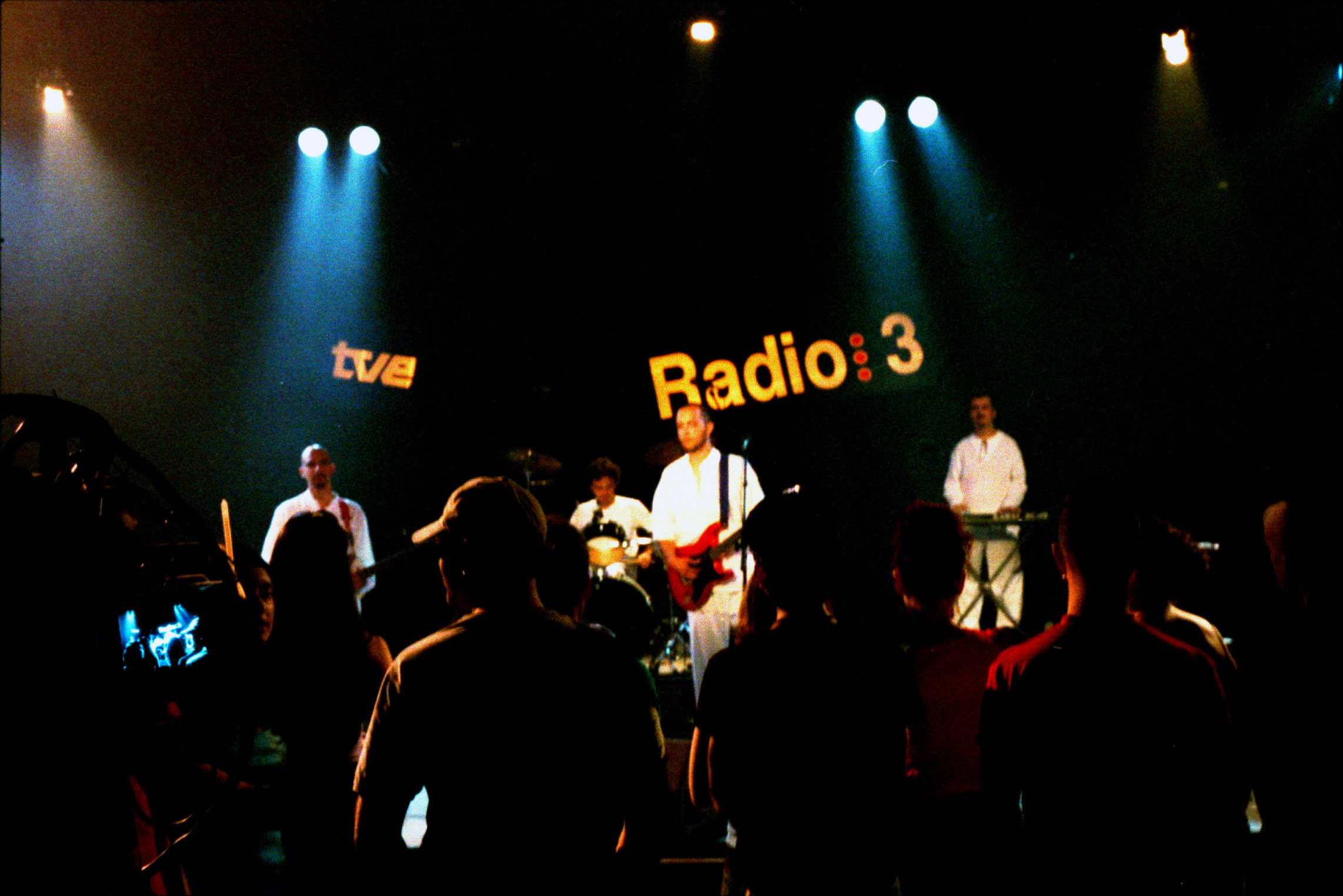
Los Conciertos de Radio 3 (en la foto detalle del escenario) de Televisión Española y Radio 3 han acogido en varias ocasiones conciertos de McNamara en sus diferentes etapas.

En 2009 se produce un esperado reencuentro por los fans de Fabio, Miguélez y Juan Tormento en forma de un nuevo álbum, llamado Bye Bye Supersonic firmado como Fabio & Glitter Klinik, ya que se presenta como una colaboración entre el nuevo grupo de Luis junto a Juan Tormento y Grace Ryan llamado Glitter Klinik y Fabio. Antes del lanzamiento del disco se lanzó un sencillo digital con el tema «Celebritis». La crítica calificó precipitadamente con elogios dicho trabajo como si se tratara de una continuación de Rockstation (2000) pero pasado el tiempo se pudo comprobar que muchos de los temas del álbum procedían de otros temas descartados anteriormente para el Rockstation y que circulaban por los programas P2P bajo el nombre de Maqueta Costus Rock. De hecho el tema más conocido de dicha maqueta, «Far West», que fue estrenado en Los conciertos de Radio 3 de La 2 cuando estrenaban Rockstation, es puesto al día como «Bellezas de Barbate» y publicado por primera vez en este trabajo.

### Años 2010

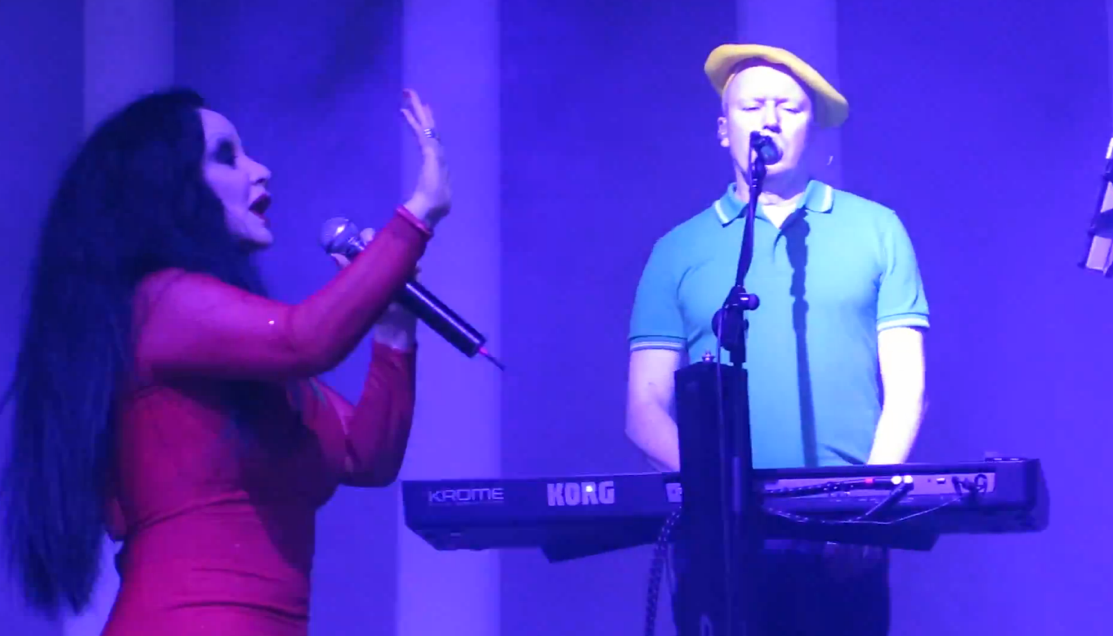
Con motivo de la edición en 2010 de su álbum recopilatorio El paso trascendental del vodevil a la astracanada Fangoria (en la foto) y Fabio McNamara actualizaron una de sus canciones conjuntas: La tribu de las Chochoni.

En 2010 Fangoria saca triple álbum con DVD llamado El paso trascendental del vodevil a la astracanada. En esta obra se revisan los temas de la trayectoria de Alaska y Nacho Canut en sus diversas etapas. «La tribu de las chochoni» tema publicado en 1982 en el álbum Grandes éxitos de Alaska y los Pegamoides es puesto al día en un renovado dueto junto a Fabio. La elección del tema no es casual ya que Fabio es el autor de la letra que surgió a modo de poema en una de las muchas tardes en Casa Costus y a la que le pusieron luego música.

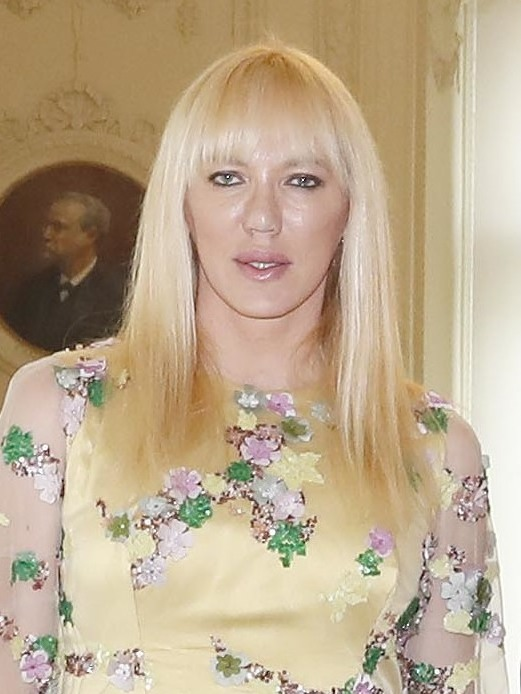
Topacio Fresh, de La Fresh Gallery, sala donde Fabio McNamara ha expuesto en varias ocasiones sus obras pictóricas.

En esta década Fabio se ha volcado en su producción pictórica dentro de un estilo colorista y transgresor próximo al pop art. Sus temas recurrentes son la iconografía religiosa y estrellas del cine como Marilyn Monroe. En 2010 presentó una exposición en La Fresh Gallery de Madrid. También en 2010 se publicó en Hermida Editores su primer libro de pintura, Colorissimo, en el que se resume su actividad pictórica desde los años 80 hasta el año 2010.
En 2011, Sarassas Music publican su tercer trabajo, El imperio contra Paca, trabajo donde vuelven a aparecer los temas de las folclóricas, los vampiros y remezclas de temas de sus anteriores trabajos.
En 2012 aparece en el tema «San Vitus Dance» dentro del recopilatorio de Nancys Rubias llamado Nancys Hits. Este tema surge de la espontaneidad de unas frases de Fabio que canta a Mario Vaquerizo en su aparición en el programa de telerrealidad Alaska & Mario.
El 6 de mayo de 2012, en el programa de entrevistas No es bueno que Dios esté solo de Intereconomía Televisión, McNamara explicó al periodista Gonzalo Altozano las razones de su conversión al catolicismo.

"Jesucristo es el médico que te sana, el maestro que te enseña, el amigo que nunca falla. Él te saca del fango, te limpia, te cura las heridas, te colma de riquezas y te garantiza una vida a su lado para siempre. (...) Soy de misa y comunión diaria. (...) Vivía alienado, bajo los efectos de un montón de sustancias. Y buscaba la felicidad donde no estaba: en la droga, en el sexo, en la fama".
Fabio McNamara (2012) 

En 2014 la editorial Espasa publicó Fabiografía, libro autobiográfico o de memorias, que Fabio de Miguel escribió en colaboración con Mario Vaquerizo.
Posteriormente ha seguido su actividad artística y ocasionalmente ha protagonizado polémicas, como condenar las acciones de Femen o el aborto al que calificó como "sangriento", "satánico" o "maldito" o, en 2018, portando una bandera franquista en el Valle de los Caídos en una concentración que rechazaba la exhumación de Francisco Franco.

"Esta es una Guerra Santa, es una cruzada por España y por su liberación para aplastar al enemigo. (...) El Valle de los Caídos y su cruz serán eternas, las fuerzas del mal no lo podrán destruir porque Dios es todopoderoso"
Fabio McNamara (2018) 

## Discografía

### Como Almodóvar y McNamara (1982-1984)
- Suck It to Me / Gran Ganga (1982) - 7" (BSO de Laberinto de pasiones).
- Gran Ganga / Suck It to Me (1982) - 12" (BSO de Laberinto de pasiones).
- ¡Cómo está el servicio... de señoras! (1983) - LP y MC (reediciones en CD de 1997, 2005 y 2015).
- Satana S.A. / Voy a ser mamá (1983) - 7".
- Susan Get Down (1983) - 7".
- Gran Ganga / Voy a ser mamá (1989) - 7".

### Como Fanny y los + (1986)
- Fanny y los + (1986) - Mini-LP.
- Quisiera que él me quisiera (1986) - 7".

### Como McNamara (grupo) (1995-2000)
- A tutti plein (1995) - CD.
- Rockstation (2000) - CD.
- Mi correo electronic... oh! (2000) - CDSG.

### Como Sarassas Music (2006-2011)
- Mariclones (2006) - CD.
- Dangerous Bimbow (2007) - CDSG.
- Requiebros de mujer en el burlaero (2007) - CD.
- El imperio contra Paca (2011) - CD.

### Como Fabio & Glitter Klinik (2009)
- Celebritis (2009) - Sencillo digital.
- Bye Bye Supersonic (2009) - CD.

### Colaboraciones en discos de otros intérpretes
- Fan fatal (1989) - LP, MC y posteriormente CD. («Me habló la televisión») Alaska y Dinarama.
- Drácula es (1993) - 12". Metálicos.
- Duets (1994) - CD. («Coco») Paco Clavel.
- Vampiro (2004) - CD. («Drácula» y «Vieja Megastar») Villa-Toro.
- Drácula (2004) - CDSG. A. Villa-Toro con Fabio McNamara.
- Me alimento de bacterias (2008) - CD. («Barbie debe morir» y «Nana para vampiros») Villa-Toro.
- El paso trascendental del vodevil a la astracanada (2010) - 3xCD + 2xDVD. («La tribu de las chochoni») Fangoria.
- Nancys Hits (2012) - CD + DVD. («San Vitus Dance») Nancys Rubias.

### Compilaciones
- Maricloneando con 25 grandes éxitos! - 2xCD. Mc Namara & CIA.
- ¿Seguro que fue en París? - CD digital. Homenaje a Fabio McNamara.
- 25 años de sintonías de Diario Pop - CD. Recopilatorio de V.V.A.A.

## Filmografía

### Cine
- Pepi, Luci, Bom y otras chicas del montón (Pedro Almodóvar, 1980) Como Roxy Burton.
- Laberinto de pasiones (Pedro Almodóvar, 1982) Como Fabio.

## Publicaciones

### Libros
- Fabiografía por Mario Vaquerizo. Ed. Espasa., 2014. ISBN 13: 9788467044003.